# Escudo de Chone
El escudo de Chone es llamado la Heráldica Chonera o El Blasón de los Chonanas, es la efigie y esencia personificada de la integridad y dignidad de los choneros en una sola creación artística.
Se define en la configuración geométrica de un marco central, que resulta siendo un escudo bélico del Medioevo helvético. Pudo ser quizás en alusión u honor a las tribus bravas que habitaron estas zonas y que defendieron estos territorios con el precio de sus vidas para por lo menos mantenerse independiente y en paz. El marco es un escudo bélico que ha sido interpretado muchas veces como un rombo de líneas curvas, pero realmente es un blasón de fuego. Es utilizado como un arma de artillería de batalla y de plazas, durante la época medieval y ciertos indicios del renacimiento. Era utilizado por algunos de los ejércitos europeos principalmente suizos para conflictos sucedidos en lugares alejados como montañas, páramos, fortalezas, plazas de ciudades, edificios palaciegos, entre otros. En esa época todo esto era en defensa de un reino o un estado independiente que era invadido por otro en la mayoría de veces. Otra teoría surge debido a la fuerte presencia española que se asentó en lo que hoy es el Ecuador hacia el siglo XVI, cuando los entonces conquistadores y descubridores tuvieron que enfrentarse a las tribus indígenas para su sometimiento y lealtad a los intereses de la Corona Española. Además de otros sinnúmero de aspectos y requisitos como la evangelización; los indios al negarse formaron ejércitos para enfrentar la ambición de los conquistadores que utilizaron para la época, modernas y auténticas armas de fuego; entre ellas el escudo, que simbolizaba la fuerza, integridad y la capacidad de los europeos para fundir el metal a altas temperaturas. Esta certeza se interpretó también como una especie de herencia, ya que los españoles al proclamar su dominio sobre tierras americanas trajeron de Europa unas nóminas de armas y escudos para formar los nuevos ejércitos virreinales. 
El blasón chonero quizás es una tipología heráldica del diseño de un escudo bélico posiblemente traído de la península ibérica y de los dominios españoles en Italia. Este blasón sirvió para protegerse de las armas del ejército enemigo como flechas y en ciertos casos dependiendo del grosor de la estructura, de cañonazos, además de resistir a las espadas en pleno asedio donde los contrincantes lo usaron junto a las armaduras para la defensa del cuerpo o las heridas que ya se habían adquirido. La armonía con la que se conjugan elementos dentro y fuera del escudo manifiestan un estilo auténtico de diseño donde prevalecen factores típicos de Chone como en su historia, geografía, flora y fauna de todo el cantón. Los elementos se pueden definir en dos grupos: 
- Los Elementos Ornaméntales son los que se encuentran resaltados fuera del escudo como: las ramas de naranjo y Cacao en la parte superior, el colibrí que resalta la supremacía y esplendor del exotismo de la fauna silvestre existente en Chone, la bandera de Chone, la cinta emblemática, el machete Collins que se ubica en la parte inferior del escudo.

- Los Elementos Objetivos son los que se encuentran localizados dentro del marco o del emblema del escudo, son la parte más interesante de la conjugación artística, porque se restablece o alza el diseño de un paisaje donde se recrea la verdadera realidad e identidad de Chone. En definitiva la tradición de la Gran Colombia de ubicar ramas de plantas típicas de un pueblo o simbolismos militares a los costados de los marcos y emblemas, fue absorbida para el diseño de este escudo que siguió el ejemplo de los escudos nacionales de  Ecuador y Venezuela; estos a su vez de escudos e insignias revolucionarios francesas. En el caso de Chone se remplazan de lado derecho la rama de laurel, por una rama de Cacao; y del lado izquierdo la palma de la victoria, por una rama de naranjo sosteniendo unas flores que biológicamente darán el fruto cítrico de la naranja. La rama del Cacao fino de Aroma se alza en una estructura más sencilla que la rama de naranjo, puesto que sostiene dos frutos de cacao de ambos lados detrás de las hojas de la planta. De esta forma se logra un efecto naturista y económico que recuerda al auge y la abundancia del boom cacaotero, asimismo la fertilidad y calidad del terreno para producir un producto que fue considerado y calificado a lo largo de la historia universal como Manjar de los Dioses, por los poetas franceses en el siglo XVII. La rama de naranjo es muy voluptuosa y es un elemento relativamente ornamental más recargado y relacionado con la virtud específica del emblema ubicada en el costado izquierdo. Puesto a que dicha rama se divide a su vez en tres zonas: la zona del fruto hecho naranja o zona inferior.

La zona media está comprendida por la abundancia de las hojas de la planta, a excepción de dos hojas que ascienden en la parte inferior de la misma zona dando origen a la verdadera estructura de la rama de naranjo. 
La zona superior que está en su mayor parte forjada o sostenida de las ramas ascendentes entre hojas y fruto naciente. Dicha zona la comprende dos ornamentos de importante significado en dos figuras relevantes de la naturaleza, donde se hace notar uno de los factores más elementales y racionales de la Teoría de la Evolución, llamada "supervivencia para la existencia común" la cual permite el desarrollo de la alimentación para sustentar el aliento de la vida. Es allí donde el picaflor o colibrí realiza la maniobra con su pico esbelto alimentándose del néctar y el polen que producen las flores, cumpliendo sus funciones de desarrollo o ciclo de vida. El colibrí es un tipo de ave exótica y única en su especie de fauna típica, surgida de los parajes choneros del campo y las praderas; es decir que habitan en lugares semi-vírgenes, donde el terreno produce la esencia de abundante vegetación de las plantas elaboradoras de frutos, es decir plantas angiospermas. Entonces, el colibrí representa esa grandeza y certeza de rica y diversa comarca con un sentido rústico y a la vez majestuoso de la naturaleza chonera en la cúspide de su máxima expresión logística y natural, lo que en razonamiento podría significar que la imagen del colibrí es el alter ego (Otro yo) de los Choneros y Choneras. Sin embargo el colibrí no es su mascota de representatividad al reconocimiento de las simbologías auténticas del Cantón manabita en el sentido burlesco y ridículo, sino patriótico, cultural y folklórico. 
En el lado Occidental del escudo justamente partiendo desde la primera punta del marco del emblema, surge el asta que determina la izada de la bandera chonana rodeando geométricamente el lado del rombo hasta el tope de descendencia en la punta inferior del emblema o ciertamente que el estandarte se adhiere a la forma romboidea de la estructura del marco.
La bandera reafirma el significado de la trayectoria e historia de Chone y los choneros (Véase La Bandera del Cantón Chone). Anatómicamente en la parte superior anterior del marco, exactamente en la zona romboidea inferior se forma una cinta que se ejecuta a partir de un doblado central que forma nuevamente otra puntilla relacionada cardinalmente al sur con la punta inferior del rombo.
El trazo final derecho de la cinta finaliza acorde a la estructura decadente de la bandera; mientras que en el lado del trazo final izquierdo de la cinta se define a la misma posición de su lado contrario y no tomando la iniciativa de finalizarlo en relación con la estructura trasera (las hojas) que no determina ninguna perfecta conjugación como en el trazado de lado opuesto. Ambos lados finalizan definitivamente en orden descendente ya que el doblado de ambos se lleva a cabo en una cuartada rectangular, y que en relación con el marco forma exactamente un ángulo más o menos de 45°; y en el último doblado se divide una zona cuadrada formándose en el centro de su capacidad un corte hasta los lados izquierdos. Así concluimos la descripción de la cinta que en su interior profesa tres palabras con un alto significado para la personalidad de los choneros con el lema de la frase y leyenda: Idea, Hogar y Trabajo, palabras que personifican al verdadero chonero creedor de los valores, la igualdad, la justicia y equidad de la sociedad que vivimos. Relativo al punto romboideo inferior de intersección con la bandera y el origen de las ramas, se ubica dejando un espacio no muy lejano el machete Collins en la mitad de su estructura relativamente a la punta inferior del romboide y marco del emblema. 
El machete es la principal herramienta de trabajo del montubio, lo cual da a entender que en Chone este objeto es tan cotidiano y popularmente conocido que afirma como un mito, que no se considera verdadero chonero al que no sepa manejar o cortar bien con el machete, ya sea en el arte del corte, en la defensa personal o en el quehacer diario del campo, de allí se origina el sobrenombre de “Chonero Machetero” porque se dice que el montubio netamente nativo de la zona no se despega de su herramienta ni de día, ni de noche. Para describir la parte objetiva esta consta de un solo cuerpo formado por un conjunto variado de objetos considerada su unión la formación de un ambiente o ecosistema montubio. En la puntilla que anatómicamente la ubicamos en la parte supero anterior nace el astro Rey (El Sol) de manera imprescindible asomándose entre la altura de las montañas. El Sol se destina en un solo lugar muy perpendicular a la puntilla inferior; y desciende como una gran estrella que alumbra la situación o motivo del conjunto que conmemora a un tema paisajista del cantón Chone. Se diría entonces que el astro irradia e ilumina a los protagonistas y caracteriza el clima soleado chonero que emite grandeza por sus rayos para afrontar la naturaleza humana y dar prioridad a la labor que necesitan cumplir la vegetación para su desarrollo biológico (Véase Clima). 
La zona donde se ubica el Sol permanece distante del conjunto; pero a la vez se entrelaza y conjuga perfectamente con el cielo y la altura de las montañas (entre ellas el Cerro Guayas). La influencia lógica del escudo nacional ecuatoriano se limita a la ubicación del Sol en la misma parte, similar zona y ubicación que el emblema chonero, pero aluce exactamente un significado de porvenir y futuro garantizado, de unidad, razón y fuerza, de seguridad y confianza en sí mismos, de poder, entusiasmo, valentía, lealtad a los principios y valores de la vida del hombre etc. tal como lo definieron los significados de los emblemas patagónicos del periodo de emancipación latinoamericana y la filosofía de la Ilustración Francesa, marcadas sus ideas en “La Enciclopedia”; relacionándolo exactamente con el escudo argentino o las insignias de los próceres de la misma nacionalidad en honor a la obra libertadora del General José de San Martín. El Sol también podría tener un significado digno de nuestras raíces y costumbres, ya que los Incas habitaron estas zonas y lo consideraron a su manera o creencia el origen de la vida y el Dios supremo que decidía los destinos de las tierras respecto de las funciones que cumplía con la naturaleza; este tipo de atribuciones míticas surgieron cuando se consolidaron las micro civilizaciones indígenas unas de otras que formaron una sola nacionalidad en un imperio, de ese modo nuevas religiones e identificaciones fueron llevadas a la práctica porque los líderes se asemejaron y se sometieron en el deber de su servicio y responsabilidad a facultades convenientes en su única jerarquía que fue considerada divina: El Jefe o Emperador Inca era también el Hijo del Sol. La Luna, el cielo y las estrellas conformaron una absoluta y verdadera creencia definiendo un considerable conjunto de mitología indígena hasta la llegada de la conquista española en el siglo XVI, que estos por disposiciones superiores clericales las condenaran como herejía a las adoraciones de dioses indios; empezándose a propagar al catolicismo por todo el entorno que fuera Hispanoamérica. La Referencia más común del Sol en el escudo chonero será siempre la no vinculación directa con el mismo diseño de los escudos ecuatoriano y argentino, puesto que sí existe una comparación más técnica y profesional del dibujo; mientras que en los escudos nacionales ya citados el Sol conserva notoriamente su estructura facial, es decir su cara completa. Lo contrario ocurre en el escudo chonero donde solo se aprecia el diseño de una silueta solar; algo que más bien se podría interpretar en varias medidas y circunstancias, sobre todo en el diseño de aquella zona, implicando una relación astronómica o climática de Chone. En el aspecto astronómico la latitud 0º o Línea Equinoccial se encuentra muy cerca de la territorialidad chonera; en el aspecto climático se atribuye a la frecuente presencia solar en suelo chonero en un promedio seguido. 
El fondo azul donde se levanta el Sol simplemente representa el cielo húmedo y lluvioso que torna el medio ambiente de Chone productivo y fértil, pero en veces lo perjudica cuando la naturaleza mal distribuye sus frutos en un exceso y exageración inapropiada. La ubicación de tres cerros que se entrelazan en sus propias estructuras uno de otro da a conocer más de cerca la verdadera situación geográfica de Chone y donde está realmente asentada la moderna ciudad cubierta alrededor hacia los puntos Oeste y Noroeste de tres cerros o elevaciones ya citadas de las cuales solo una adquiere un nombre y énfasis común. El Cerro Guayas, una montaña que se alza en el centro de las tres elevaciones muy relacionadas con la ciudad, además es un símbolo terráqueo fundamental testigo de toda la historia de Chone, ya que es la única señal medioambiental y ecoturística que determinó la ubicación de todo el casco urbano del cantón.
- Datos: Q5837942